# Chinese Rocks
Chinese Rocks (иногда Chinese Rock) — знаменитая панк-рок-песня, написанная в начале карьеры легендарными нью-йоркскими панк-музыкантами Ди Ди Рамоном и Ричардом Хэллом в 1975 году. Темой песни является героин; она была записана группой, в которой временно участвовал Хэлл — The Heartbreakers, а позже — группой Ди Ди Ramones.

## История написания
И Хэлл, и Ди Ди утверждали, что авторство песни большей частью принадлежит Ди Ди Рамону. Согласно Ди Ди, идею ему подсказал Хэлл, когда сказал, что хочет написать песню о героине лучше, чем «Heroin» Лу Рида. Тогда Ди Ди написал «Chinese Rocks»; согласно книге Прошу, убей меня, он написал её дома у Дебби Харри.
По словам Ди Ди, песня была написана о барабанщике The Heartbreakers Джерри Нолане, который звал его вместе сходить и купить героина, одна из форм которого в то время была известна под названием «chinese rocks». Строчка «'My girlfriend’s crying in the shower stall» (рус. моя девушка плачет в душевой кабинке) была написана о девушке Ди Ди, Конни; здесь имеется в виду душ дома у Артуро Веги.
Первоначально Ди Ди хотел записать песню с Ramones, однако Томми Рамон наложил вето на запись песни, заявив, что она слишком явно связана с наркотической тематикой. Тогда Ди Ди показал песню Хэллу, в то время бывшему в составе группы Джонни Сандерса «The Heartbreakers»; он сказал Хэллу, что песня не завершена, и предложил вместе дописать её, если она ему понравится. В книге Прошу, убей меня Хэлл сказал, что песня в своей основе была написана Ди Ди, но у него не было второго куплета; Хэлл дописал две строчки и поработал над припевом. Он считал свои строки в этой песне удачными. Как сказал в интервью Ди Ди, «Ричард Хэлл добавил в песню несколько строк, и я отдал ему часть авторства».

## Версии

### The Heartbreakers
Существует два различных взгляда на то, каким образом песня стала частью репертуара The Heartbreakers. Согласно Хэллу, он сам после написания песни отдал её группе, где он тогда участвовал, и по причине своего соавторства сам и спел её. По версии Ди Ди Рамона, он наиграл песню Джерри Нолану, после чего тот включил её в репертуар своей группы. Так или иначе, запись «Chinese Rocks» с Хэллом на вокале не вошла на альбомы группы (как и остальные записи с ним) и была включена в две вышедшие значительно позже компиляции Хэлла — «Time» и «Spurts: The Richard Hell Story».
Песня стала одной из самых популярных у The Heartbreakers, и после ухода из группы Хэлла они продолжали исполнять её, в конце концов записав её для своего дебютного альбома 1977 года «L.A.M.F.». На альбоме было указано авторство, наряду с Хэллом и Рамоном, Джерри Нолана и лидера группы Джонни Сандерса. На переиздании того же альбома 2002 г. в качестве авторов были указаны Джоуи, Джонни и Ди Ди Рамоны (без Хэлла). В своих мемуарах Ди Ди Рамон с недовольством высказался о неправильности указания авторства на «L.A.M.F.». Однако в онлайн-базах организаций ASCAP и BMI для песни указано авторство Ди Ди Рамона и Ричарда Хэлла.

На концертных выступлениях Джонни Сандерс менял некоторые строки на более откровенные в сексуальном плане, к примеру «I’m just fucking a Chinese bitch» (рус. Я всего лишь трахаю китайскую сучку) вместо «I’m just digging a Chinese ditch» (рус. Я всего лишь копаю китайский канал) или «Hey Dee Dee, do you want to go suck some Chinese cock?» (рус. Эй, Ди Ди, хочешь пойти и отсосать китайский член?) вместо «Hey, do you want to go get some Chinese Rocks?» (рус. Эй, Ди Ди, хочешь пойти и достать Chinese rocks?). Причиной этого были напряжённые отношения между Ди Ди и Сандерсом.

### Ramones
«Chinese Rocks» вошла на альбом Ramones 1980 года «End of the Century». В качестве авторов песни указаны все участники Ramones, без упоминания Хэлла. Версия Ramones переименована в «Chinese Rock», без «s» на конце, и также отличается изменениями в некоторых строчках. Версия The Heartbreakers начинается «Somebody calls me on the phone / They say hey hey is Dee Dee home» (рус. Кто-то звонит мне по телефону, они спрашивают: эй, Ди Ди дома?); Ramones заменили имя Ди Ди на Арчи (имелся в виду Артуро Вега, давний друг группы и автор их логотипа). Однако, на концертных версиях после ухода Ди Ди из группы вокалист Джоуи Рамон иногда пел вместо «Арчи» «Ди Ди» (например, именно так строчка звучит на концертном альбоме 1993 года «Loco Live»).

### Другие версии
Песня была перепета Сидом Вишезом на протяжении его недолгой сольной карьеры после распада Sex Pistols и вошла на его альбом «Sid Sings». Также песню исполняли:
- The Insane (в крайне отличном от оригинала стиле)
- Violent Femmes (их версия вошла на сингл «Machine»; в ней вокалист Гордон Гано поёт, аккомпанируя себе на электропианино)
- Rich Kids on LSD (для альбома «Keep Laughing»)
- Джеффом Далем (для трибьюта лидеру The Heartbreakers Джонни Сандерсу в 1992 году)

Название финской рок-группы Hanoi Rocks связано с «Chinese Rocks». Название «Chinese Rocks» стало одним из вариантов, когда группы выбирала своё название; поскольку на их музыку существенно повлияли Ramones и The Heartbreakers, было решено подобрать что-нибудь близкое к «Chinese Rocks», и таким названием стало «Hanoi Rocks».